# 今治市営バス
今治市営バス（いまばりしえいバス）とは、愛媛県今治市が戦前に運営していた公営バスである。1931年（昭和6年）から1942年（昭和17年）までの11年余りにわたり運行されたが、戦時統合により瀬戸内運輸へ事業統合され、市営バスとしては事業廃止された。
なお本項ではこれに関連して、今治市営バス開設前後の、今治市周辺における乗合バスの歴史についても併せて述べる。

## 今治市営バスの歴史
今治は古くから瀬戸内海の海上交通の要衝として栄えた地で、東予地方の中心都市である。1920年（大正9年）2月には今治町と日吉村が合併して今治市が発足した。市制施行11年後となる1931年（昭和6年）6月、今治市は乗合バス事業の免許を取得して車両5台を購入し、同年10月5日より今治市営バスを営業開始した。この際に開設された路線は、越智中学校 - 本町一丁目などの4路線であった。
日本国内の公営バス（市営バス）としては、1923年（大正12年）に発生した関東大震災で被災した市電（路面電車）復旧前の応急措置として、翌1924年（大正13年）の東京市営バスを皮切りに、1928年（昭和3年）には横浜市営バスが運行開始している。また関西では1927年（昭和2年）に大阪市営バスが運行開始した。こうした大都市に続いて、昭和初期にはすでに四国の今治で市営バスが産声を上げていたことは特筆に値する。しかし日本全国でも早期の公営バスとして誕生した今治市営バスは、戦争という時流に飲み込まれる形でその使命を終えることになったのだった。
今治市が公営バスを開業した目的は、鉄道路線網の乏しい市内に公共交通機関を整備することであったことが、当時の今治市長・片野淑人が乗合バス免許取得にあたり、愛媛県知事へ提出した意見書の内容からもうかがえる。
今治市営バスの運賃は、開業年には市内3区制として1区10銭としたが、翌1932年（昭和7年）年には市内全域を1区として5銭の均一運賃に値下げし、路線も増やして市営バス各線の乗り換えも自由とした。その結果、市営バスの利用者は運行開始の翌年には約47万人へ増加、最盛期の1937年（昭和12年）には約106万人に達し、市民の足として大いに利用された。
しかしその後、戦時統合により1942年（昭和17年）7月1日付で、今治市は瀬戸内商船株式会社（現：瀬戸内運輸）へ市営バス事業を譲渡した。これにより今治市営バスは営業終了し、戦後も瀬戸内運輸の路線として運行され、今治市営バスが事業再開されることはなかった。

## 今治市のバスの歴史
今治地区の乗合バスの始まりは大正時代中期で、1918年（大正7年）設立の愛媛自動車が松山 - 今治 - 西条を結ぶ路線を走らせたのが嚆矢とされる。これを皮切りに市内では乗合バス開業が相次ぎ、1919年（大正8年）設立の東予自動車は愛媛自動車の今治 - 西条間の営業権を譲受して今治地区へ進出した。
さらに翌1920年（大正9年）には今治自動車が設立され、今治 - 菊間、今治 - 壬生川の定期路線を開業。1923年（大正12年）には今治 - 波止浜、1924年（大正13年）には今治 - 竜岡、1926年（大正15年）には今治 - 波方の定期路線を開業して今治市内の乗合バス路線網を拡大した。
しかし国鉄予讃線が延伸され、1924年（大正13年）2月11日に今治駅が開業して今治に鉄道がもたらされると、これらの小規模バス事業者は打撃を受けることとなる。その結果、地元事業者の今治自動車も1924年（大正13年）には今治 - 壬生川の路線を廃止した。また東予自動車は松輪自動車（松山市）との合併を経て愛媛自動車と合併し、愛媛自動車は1926年（大正15年）に今治停留所を廃止して今治地区から撤退した。
その一方で、今治 - 尾道間の船舶輸送を行っていた瀬戸内商船（現：瀬戸内運輸）は、国鉄今治駅の開業を機に、1924年（大正13年）12月から今治桟橋と今治駅を結ぶ連絡バスを運行開始してバス事業へ参入した。
さらに1927年（昭和2年）4月3日には予讃線が松山駅まで開通。これにより予讃線の鉄道駅と今治市内の各地を結ぶバス路線が相次いで開業することとなる。また同時期にはタクシー会社も多数設立され、昭和初期には小規模バス・タクシー事業者が乱立して競合が激化するに至った。
1937年（昭和12年）には日中戦争が勃発し、その後は他の地区と同様に国策による戦時統合が進められた。1940年（昭和15年）に公布・施行された陸運統制令により、愛媛県では東予地方は瀬戸内運輸、中予地方は伊予鉄道、南予地方は宇和島自動車が主体となって統合されることが決定。1942年（昭和17年）には瀬戸内商船が今治地区のバス事業者5社を譲受して統合し、これに伴い今治市営バスは瀬戸内商船へ統合され、その役割を終えることとなった。
こうして東予地方の一大バス事業者となった瀬戸内商船は、主力事業を海運業から陸運業へ転換することとなり、それに合わせて翌1943年（昭和18年）1月付で瀬戸内運輸株式会社へ商号変更、同年4月には本社も広島県尾道市から今治市へ移転し、商船会社から今治市を代表するバス事業者へ変貌を遂げることとなる。

## 幻の松山市営バス
なお、今治市営バスの開業後に、隣接する松山市でも戦前に公営バスの事業計画があったが、市内鉄道路線との並行や伊予鉄道との競願などを理由に認可が下りず、そのうち前述の戦時統合により、松山地区のバス路線は伊予鉄道が統合主体となることが決まり、松山市営バスはついに実現することはなかったのである。